# Bobby Lockwood
Pour les articles homonymes, voir Lockwood.
 (avril 2014).
Si vous disposez d'ouvrages ou d'articles de référence ou si vous connaissez des sites web de qualité traitant du thème abordé ici, merci de compléter l'article en donnant les références utiles à sa vérifiabilité et en les liant à la section « Notes et références ».
Bobby Lockwood, né le 25 mai 1993 à Basildon, en Essex (Royaume-Uni), est un acteur anglais. Il est connu pour avoir tenu le rôle de Mick Campbell dans Anubis et Rhydian Morris dans Wolfblood : Le Secret des loups.

## Filmographie

### Cinéma
- 2003 : Les 101 Dalmatiens 2 : Patch (voix)
- 2013 : Ups & Down  : Harry
- 2016 : Honey 3 : Laser
- 2017 : Dunkerque : le marin qualifié pont de la Royal Navy

### Télévision
- 2006 : The Bill : Taylor petit (3 épisodes)
- 2011 - 2012 : Anubis : Mick Campbell
- 2012 - 2014 : Wolfblood : Le Secret des loups : Rhydian Morris
- 2013 : Dani's Castle : Conall Connor (3 épisodes)
- 2015 : Inspecteur Lewis : Sam Langdon (épisode Magnus Opus)
- 2022 : Tell Me Everything : Brett